# Kut
Pour l’article homonyme, voir Kut (Gegharkunik).
Al-Kût ou Kût Al-`Imâra  est une ville de l'est de l'Irak et la capitale de la province de Wasît. Elle est située sur la rive gauche du Tigre, à 160 km au sud de Baghdâd. Sa population est estimée à environ 400 000 habitants.
La partie ancienne de la ville se trouve dans un méandre du Tigre faisant presque une île. Al-Kût est un centre traditionnel de fabrication de tapis. La région est fertile et produit des céréales. Le centre de recherches nucléaires est proche de Al-Kût.

## Al-Kût durant la Première Guerre mondiale
Pendant la Première Guerre mondiale, Al-Kût fut le théâtre d'une bataille féroce entre les forces britanniques et celles de l'Empire ottoman. Les forces britanniques venant de Bassora  en septembre 1915 atteignirent Al-Kût. Après une bataille de trois jours, les Turcs abandonnèrent la place. L'armée britannique se reposa, puis repartit pour prendre Ctésiphon (décembre 1915). Après cette bataille, elle revint à Al-Kût. Les Turcs arrivèrent alors et assiégèrent les Britanniques pris dans la ville. Les tentatives pour briser ce siège furent des échecs. Près de 23 000 soldats britanniques et indiens moururent au cours de la bataille. Cette défaite est sans doute due à l'éloignement des théâtres principaux d'opérations empêchant l'arrivée rapide de renforts.
Les 8 000 survivants se rendirent (avril 1916) et furent réduits à un travail d'esclaves jusqu'à la fin de la guerre et la chute de l'Empire ottoman. Al-Kût fut reprise par les Britanniques en mars 1917, lorsque des forces plus nombreuses et mieux armées arrivèrent sur place.

## Infrastructures
- Stade olympique d'Al-Kut

## Source
- (en) Cet article est partiellement ou en totalité issu de l’article de Wikipédia en anglais intitulé « Kut » (voir la liste des auteurs).